# Le Berger et son troupeau
Le Berger et son troupeau est la dix-neuvième fable du livre IX de Jean de La Fontaine situé dans le second recueil des Fables de La Fontaine, édité pour la première fois en 1678.

## Texte de la fable
Quoi ? toujours il me manquera

Quelqu’un de ce peuple imbécile !

Toujours le Loup m’en gobera !

J’aurai beau les compter : ils étaient plus de mille,

Et m’ont laissé ravir notre pauvre Robin ;

Robin Mouton qui par la ville

Me suivait pour un peu de pain,

Et qui m’aurait suivi jusques au bout du monde.

Hélas ! de ma musette il entendait le son :

Il me sentait venir de cent pas à la ronde.

Ah le pauvre Robin Mouton !

Quand Guillot eut fini cette oraison funèbre

Et rendu de Robin la mémoire célèbre,

Il harangua tout le troupeau,

Les chefs, la multitude, et jusqu’au moindre agneau,

Les conjurant de tenir ferme :

Cela seul suffirait pour écarter les Loups.

Foi de peuple d’honneur ils lui promirent tous,

De ne bouger non plus qu’un terme

Cependant devant qu’il fût nuit,

Il arriva nouvel encombre,

Un Loup parut, tout le troupeau s’enfuit.

Ce n’était pas un Loup, ce n’en était que l’ombre.

Haranguez de méchants soldats,

Ils promettront de faire rage ;

Mais au moindre danger adieu tout leur courage :

Votre exemple et vos cris ne les retiendront pas.
— Jean de La Fontaine, Fables de La Fontaine, Le Berger et son troupeau, texte établi par Jean-Pierre Collinet, Fables, contes et nouvelles, Gallimard, « Bibliothèque de la Pléiade », 1991, p. 381